# Mindre vattensalamander
Mindre vattensalamander eller liten vattenödla (Lissotriton vulgaris) är ett stjärtgroddjur som hör till gruppen vattensalamandrar. Tillsammans med större vattensalamander kallas mindre vattensalamander även skrattabborre. Artens vetenskapliga namn var tidigare Triturus vulgaris. 

## Utseende
Mindre vattensalamandern blir mellan 6 och 10 cm lång. I landfasen är huden mjuk och småknottrig. Färgen är brunaktig med otydliga, gråare fläckar. Ryggen har en låg, knappt synlig ås på mitten. I vattenfasen, som utvecklas under parningstiden, blir huden slät med tydliga, mörka fläckar, störst och tydligast hos hanen. Ryggsidan är mörkare än buksidan som är rödaktig, hos hanen närmast eldfärgad. Svansen är ihoptryckt från sidorna och försedd med "simhud" upptill och nertill, som fortsätter över ryggen. Hos honan som en låg ryggkam; hos hanen hög och vågig. Kloaken blir mörkfärgad hos hanen, ljus hos honan.

## Utbredning
Mindre vattensalamandern finns i större delen av Europa med undantag av den allra sydligaste och nordligaste delen, Spanien, Portugal, Sydfrankrike, södra Italien och medelhavsöarna. Den finns också i västra Asien. Den är vanligare än större vattensalamander.

### Utbredning i Norden
Mindre vattensalamandern finns i hela Danmark, fläckvis i södra och mellersta Norge och södra Finland. I Sverige påträffas den i hela Götaland, i södra och östra Svealand, östra Norrland upp till Ångermanland samt fläckvis norr därom vid älvmynningar.

## Vanor
Mindre vattensalamandern kan sällsynt ge ifrån sig ett lågt, knorrande ljud. 
Den lever nära hällkar och andra vattensamlingar. Där förekommer den under stenar, i jordhålor, under nedfallna kvistar och dylikt. 
Mindre vattensalamandern är nattaktiv, då den kommer fram och letar efter byten som insekter, hoppstjärtar, spindeldjur, sniglar och daggmaskar. I vattenfasen äter de små kräftdjur, vatteninsekter som mygglarver, sniglar, maskar, iglar och grodyngel.
Den kan bli upp till 12 år gammal i naturen. I fångenskap har den kunnat bli upp till 30 år.
Vid vissa sällsynta sammanhang kan man se en mindre vattensalamander använda sin tunga till att fånga mindre insekter såsom små skalbaggar eller larver. Men till skillnad ifrån geckor och ormar har den mindre vattensalamandern ögonlock, och använder därför inte sin tunga till att slicka på ögonen.

## Fortplantning

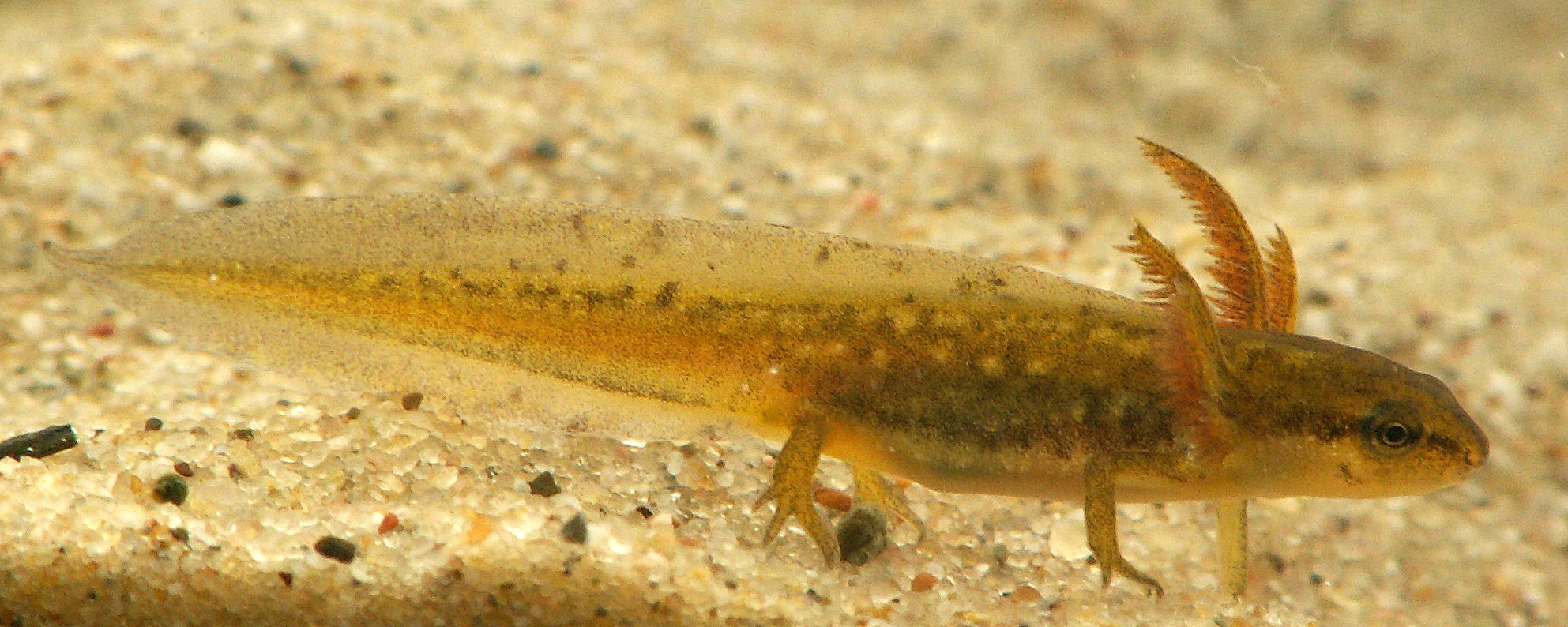
Yngel av mindre vattensalamander

I samband med parningen drar sig djuren ner till vattensamlingar, där den övergår till ovan nämnda vattenfas. Detta inträffar under våren, från mars till maj, i södra delen av dess utbredningsområde så tidigt som februari. Parningsleken äger rum i vattnet. Under denna slingrar sig hanen om honan, och avsätter samtidigt på bottnen en spermatofor, en sädesbehållare, som han förmår honan att ta upp med sin kloak. Honan börjar att lägga ägg ett par dagar till en vecka efteråt, och håller på med detta i drygt en månad. Äggen utvecklas till yngel efter 10 till 30 dagar. Ynglen lever till en början enbart på små kräftdjur; när de blir äldre, utökar den dieten med insektslarver och nykläckta grodyngel.
De vuxna djuren återvänder till land i juni till juli. Ungarna går upp på land en till två månader senare. De blir könsmogna vid 2 till 6 års ålder.

## Status
I Europa har denna arts populationer såsom många andra vattenlevande groddjur minskat under 1900-talet genom att dess fortplantningshabitat dikats ut. Den listas dock i sin helhet inte som hotad av IUCN. Populationstrenden för arten som helhet anses som stabil.
Den mindre vattensalamandern är fridlyst i Sverige – precis som alla ödlor, groddjur och ormar – men den räknas till de arter man får plocka upp och undersöka, om man inte skadar den. Ägg och yngel får insamlas för studium av deras utveckling, men färdigbildade djur måste återutsättas på de ställen där man först fångade dem.
I Norge är den fridlyst under samma betingelser som i Sverige. 
I Danmark och Finland är den också fridlyst under liknande regler som i Sverige och Norge, men här får även vuxna individer insamlas.